# Aira provincialis
 (mars 2017).
Espèce
Aira provincialis, la canche de Provence, est une espèce de plantes à fleurs de la famille des Poaceae (graminées). C'est une plante herbacée originaire des régions tempérées et froides. Ces plantes sont souvent appelées des canches.

## Synonymes
Selon Catalogue of Life (22 mars 2017) :
- Aira caryophyllea var. provicialis (Jord.) Fiori
- Aira pulchella subsp. provincialis (Jord.) Asch. & Graebn.
- Aira pulchella var. provincialis (Jord.) Fiori
- Aira tenorii var. provincialis (Jord.) Douin
- Airella provincialis (Jord.) Dumort.
- Avena provincialis (Jord.) Nyman, nom. illeg.

## Distribution et habitat
L'habitat naturel est limitée à la France : sud-est de la partie continentale (Var et Alpes-Maritimes) et Corse, Les données sur la présence de la plante sur l'île de Crète (Grèce) sont douteuses.
Elle a été introduite dans l'État australien de Nouvelle-Galles du Sud, où on l'a découverte dans les parcs et les zones perturbées de la forêt des Blue Mountains.
Elle pousse sur un sol sablonneux.

## Étymologie
Le nom générique « Aira » dérive d'un mot grec qui désignait une graminée.
L'épithète spécifique, « provincialis » est un terme latin signifiant « provincial » qui fait référence à l'origine provençale de cette espèce.

## Description
Plante annuelle à racine fibreuse, les tiges sont minces, fibreuse, droite ou ascendant de 10-40 cm de hauteur, feuilles courtes et hérissée, filiformes, obtus.
Inflorescence, panicule avec un seul épillet contenant deux fleurs, avec poils courts à la base.
Dans des conditions naturelles elle fleurit en mai et juin.
Le nombre de chromosomes est 2n = 28.

## Statut
Cette espèce est présente dans le livre rouge de la flore menacée de France de l'Inventaire national du patrimoine naturel (INPN).